# Qi Yuhong
Qi Yuhong (née le 25 août 1989) est une archère chinoise.

## Biographie
Qi Yuhong remporte son premier podium dans l'épreuve de Medellín de la coupe du monde de 2014. En 2015, elle remporte le bronze des épreuves par équipe de tir à l'arc femme aux championnats d'Asie.

## Palmarès
- Jeux olympiques[1]
  - 9e à l'individuel femme aux Jeux olympiques d'été de 2016 à Rio de Janeiro.
  - 7e à l'épreuve par équipe femme aux Jeux olympiques d'été de 2016 à Rio de Janeiro (avec Cao Hui et Wu Jiaxin).

- Coupe du monde[1]
  -  Médaille d'argent à l'épreuve par équipe femme à la coupe du monde 2014 de Medellín.
  -  Médaille de bronze à l'épreuve par équipe femme à la coupe du monde 2015 de Antalya.
  -  Médaille d'argent à l'épreuve par équipe mixte à la coupe du monde 2015 de Antalya.
  -  Médaille de bronze à l'épreuve par équipe femme à la coupe du monde 2015 de Wrocław.
  -  Médaille d'argent à l'épreuve par équipe femme à la coupe du monde 2016 de Medellín.
  -  Médaille de bronze à l'épreuve par équipe femme à la coupe du monde 2017 de Shanghai.
  -  Médaille de bronze à l'épreuve par équipe homme à la coupe du monde 2018 de Shanghai.

- Championnats d'Asie[1]
  -  Médaille de bronze à l'épreuve par équipe femme aux championnats d'Asie de 2015 à Bangkok.